# Болавен (тропічний шторм, 2018)
Тропічний шторм Болавен (також відомий як тропічний шторм Агатон) — тропічний циклон, що вирував над Філіппінами в січні 2018 року. Сформувався як тропічна депресія 30 грудня 2017 року. Перший названий тропічний циклон у сезоні тихоокеанічних тайфунів 2018 року та останній утворений у 2017 році. 1 січня 2018 року прямував до північно-східного Мінданао. 3 січня над Філіппінами перетворився на тропічний шторм, однак швидко ослаб і вже 4 січня розпався.
Шторм призвів до сильних дощів та паводків у Філіппінах. У зв'язку з погодними умовами було зірвано транспортування, скасовано рейси автобусів та кораблів. Усього померло 3 особи.

## Метеорологічна історія
30 грудня 2018 року о 8:15 Всесвітній координований час Метеорологічне управління Японії (JMA) почало спостерігати за тропічною депресією, що сформувалась на південь-південний схід у 172 км від Палау  1 січня 2018 року Філіппінське управління атмосферних, геофізичних і астрономічних служб (PAGASA) іменували його як Агатон. Анімаційні супутникові знімки показали консолідаційну систему з глибокою конвекцією, що замасковувала низькорівневий центр циркуляції. Через шість годин центр шторму частково зазнав впливу глибокої конвекції, що зрушилась у зв'язку зі зсувом вітру. 2 січня до 18:00 UTC система вже була в зоні з низьким чи середнім здвигом, коли шторм сформувався над Південнокитайським морем. Попри те що Об'єднаний центр попередження про тайфуни (JTWC) повідомляв про тенденцію ослаблення циклону, JMA класифікував систему як тропічний шторм Болавен. Упродовж дня система була стійкою, хоч і мало неорганізовану конвекцію. 4 січня JMA повідомив, що циклон ослаб до тропічної депресії, а вже о 6:00 UTC повністю розпався.

## Підготовка
Болавен є однім із трьох послідовних циклонів, що вплинули на південь Філіппін, після тропічного шторму Кайтак та тайфуну Тембін. 1 січня о 17:00 PAGASA видав перший штормовий сигнал для 17 провінцій, коли циклон був розташований у 175 км від Гінатуан Пізніше, острів Бохоль, отримав червоний рівень попередження у зв'язку з можливими паводками, а у трьох муніципалітетах проводилась евакуація населення. Після зміни напрямку шторму на захід, сигнал поширився на Вісайські острови, півострів Замбоанга, острів Палаван.

## Наслідки
З 1 січня у всіх південних провінціях упродовж спостерігалися помірні та сильні дощі протягом 24 годин. Понад 3 000 пасажирів у портах чекали свої рейси, переважно в Північному Мінданао і Центральному Вісаасі. Було скасовано 29 рейсів морських суден, включаючи 66 вантажних. Школи не проводили навчання аж до 3 січня. У зв'язку з паводками, що приніс циклон, було затоплено понад 200 будинків у місті Мандауе, а ще 23 сім'ї в Східному Місамісі були евакуйовані. Під час шторму загинуло 3 особи, поранено 9 осіб. Болавен завдав збитків на суму ₱554,7 млн (близько ₴310,6 млн, станом на січень 2018 року)